# Damion Stewart
Damion Delano Stewart (Jamaica, 18 de agosto de 1980), futbolista jamaicano. Juega de defensa y su actual equipo es el Pahang FA de Malasia. 

## Selección nacional
Ha sido internacional con la Selección de fútbol de Jamaica, ha jugado 55 partidos internacionales y ha anotado 3 goles.

### Participaciones Internacionales
| Mundial          | Sede           | Resultado    |
| ---------------- | -------------- | ------------ |
| Copa de Oro 2005 | Estados Unidos | 4° de final  |
| Copa de Oro 2009 | País           | Primera fase |

## Clubes
| Club                | País       | Año       |
| ------------------- | ---------- | --------- |
| Harbour View FC     | Jamaica    | 1999-2005 |
| Bradford City       | Inglaterra | 2005-2006 |
| Queens Park Rangers | Inglaterra | 2006-2010 |
| Bristol City        | Inglaterra | 2010-2011 |
| Notts County        | Inglaterra | 2012-2013 |
| Pahang FA           | Malasia    | 2013-     |